# Rodrigo Caixas
Rodrigo Ribeiro Caixas (Seixal, 6 novembre 2000) è un pistard e ciclista su strada portoghese che corre per il team Credibom-LA Alumínios-Marcos Car.

## Palmarès

### Pista
- 2018 (Juniores)

Campionati portoghesi, Omnium Junior
Campionati portoghesi, Inseguimento a squadre Junior (con Miguel Sousa, Rodrigo Silva e Vinício Araújo Rodrigues)
- 2021

Campionati europei, Scratch Under-23

### Strada
- 2021 (LA Alumínios-LA Sport, una vittoria)

3ª tappa Volta a Portugal do Futuro (Ponte do Sor > Ponte do Sor)

#### Altri successi
- 2022 (L.A. Alumínios / Credibom / Marcos Car)

Classifica scalatori Volta ao Alentejo

## Piazzamenti

### Competizioni europee
- Campionati europei su pista

Apeldoorn 2021 - Inseguimento individuale Under-23: 12º
Apeldoorn 2021 - Scratch Under-23: vincitore
Apeldoorn 2021 - Omnium Under-23: 12º
Apeldoorn 2021 - Americana Under-23: 11º
Anadia 2022 - Inseguimento individuale Under-23: 7º
Anadia 2022 - Scratch Under-23: 7º
Anadia 2022 - Americana Under-23: 8º
Grenchen 2023 - Chilometro a cronometro: 17º
Grenchen 2023 - Inseguimento individuale: 15º
Apeldoorn 2024 - Chilometro a cronometro: 15º
Apeldoorn 2024 - Inseguimento individuale: 15º